# Ackermans (warenhuis)
Ackermans is een Zuid-Afrikaanse warenhuisketen met voornamelijk kleding. Ackermans, opgericht in 1916 in Wynberg, Kaapstad, De keten heeft meer dan 700 winkels in zuidelijk Afrika, waaronder in Namibië, Botswana, Lesotho, Swaziland en Zambia, en heeft zijn hoofdkantoor in Kuilsrivier nabij Kaapstad. In 2015 werd Ackermans door de South African Consumer Satisfaction Index beoordeeld als de op een na beste kledingwinkel. 

## Geschiedenis
De geschiedenis van Ackermans begon in 1916 toen Gus Ackerman de allereerste winkel opende in Wynberg, Kaapstad, Zuid-Afrika. In 1960 werd het bedrijf verkocht aan Greatermans. In 1970 werd Ackermans verkocht aan warenhuisbedrijf Edgars, die het succesvol positioneerde als een discounter. 
In 1984 nam Pepkor de destijds 34 winkels van Ackermans over. Rond de eeuwwisseling was Ackermans gegroeid tot zo'n 200 filialen in Zuid-Afrika en aan het einde van het financiële boekjaar 2002-2003 waren er al 284 filialen. 
Anno 2023 zijn er meer dan 1.000 filialen. 

## Eterne link
- Officiële website